# Sheldon Lee (cầu thủ bóng đá)
Sheldon Lee là một cầu thủ bóng đá người Anh thi đấu ở USISL A-League.
Sinh ra ở Ấn Độ, Lee lớn lên ở Anh. Năm 1992, Lee là cầu thủ xuất sắc nhất của United States Interregional Soccer League. Năm 1993, ông là vua phá lưới. Năm 1994, ông khởi đầu mùa giải với 8 bàn thắng trong 5 trận, nhưng dính chấn thương đầu gối phải nghỉ đến hết mùa. Năm 1997, Lee trải qua một mùa giải với Orlando Sundogs ở USISL A-League.